# Small Planet Airlines (Polen)
Small Planet Airlines war eine polnische Charterfluggesellschaft mit Sitz in Warschau und eine Tochtergesellschaft der litauischen Small Planet Group.

## Geschichte
Small Planet Airlines Poland wurde 2010 als Nachfolgegesellschaft der FlyLAL Charters Polska gegründet. Der Flugbetrieb wurde mit einer Boeing 737-300 aufgenommen und im März 2011 erhielt die Gesellschaft den ersten Airbus A320-200 der Gruppe. Bis 2015 wurden sieben weitere Airbus A320-200 übernommen, 2016 folgten vier Airbus A321-200 aus den Beständen der russischen Aeroflot, im Gegenzug wurden zwei ältere Airbus A320-200 an die litauische Schwester abgegeben.
Anfang 2018 wurden nochmals zwei Airbus A321-200 von Monarch Airlines übernommen, sodass die Flotte insgesamt zwölf Maschinen umfasste. Small Planet Airlines Poland beförderte im Auftrag verschiedener Reiseveranstalter Urlauber an beliebte Ziele in der Mittelmeerregion und führte Sonderflüge für verschiedene Auftraggeber durch. Ihr Marktanteil auf dem polnischen Chartermarkt im Jahr 2017 betrug knapp 30 Prozent, sie beförderte rund 1,2 Millionen Passagiere und war zu diesem Zeitpunkt Marktführer in Polen.
Durch die Insolvenz der Schwestergesellschaft Small Planet Airlines Deutschland geriet die Gesellschaft im September 2018 ebenfalls in Schwierigkeiten, da für diese in der Wintersaison mehrere Flugzeuge betrieben werden sollten. In kürzester Zeit wurde die Flotte von 13 auf eine Maschine reduziert, sodass man nicht mehr alle geplanten Flüge durchführen konnte. Viele Reiseveranstalter mussten daraufhin auf andere Fluggesellschaften, unter anderem die polnische Ryanair Tochter Ryanair Sun, zurückgreifen. Weitere Gründe für die finanziellen Schwierigkeiten waren laut der Aussage der Geschäftsführung die verspätete Lieferung der beiden Airbus A321-200 durch AerCap und eine angespannte Crew-Situation.
Am Abend des 8. Oktobers 2018 wurde bekannt, dass auch Small Planet Airlines Poland Insolvenz anmelden musste, welche in Form eines Restrukturierungsverfahren nach polnischem Recht erfolgt. Am 9. November 2018 stellte Small Planet Airlines Poland den Betrieb schließlich ein.

## Flotte
Die Flotte der Small Planet Airlines Poland bestand zuletzt aus einem Flugzeug mit einem Alter von 19,6 Jahren:
| Flugzeugtyp     | Anzahl | bestellt | Anmerkungen | Sitzplätze |
| --------------- | ------ | -------- | ----------- | ---------- |
| Airbus A320-200 | 1      | –        |             | 180        |
| Gesamt          | 1      | –        |             |            |

Im Sommer 2018 bestand die Flotte aus sechs Airbus A320-200 und sechs Airbus A321-200. Zudem kamen verschiedene Wetlease-Flugzeuge in der Sommersaison zum Einsatz. Von 2010 bis Ende 2011 betrieb die Gesellschaft zudem eine Boeing 737-300, welche zuletzt im Wetlease für die schwedische Tor Air eingesetzt wurde.